# Johann Adam Hiller
Johann Adam Hiller, oprindelig Hüller (født 25. december 1728, død 16. juni 1804) var en tysk komponist.
Hiller, der måtte kæmpe sig frem under vanskelige forhold, blev elev i Kreuzschule i Dresden, hvor blandt andre Gottfried August Homilius var hans lærer, og Hasses og Grauns operaer genstand for hans studier, besøgte derefter universitetet i Leipzig, men helligede sig snart helt til musikken og tog efter nogen omflakken fast ophold i Leipzig 1758, hvor han forblev til sin død. Fra 1789—1801 beklædte Hiller Thomas-kantoratet.
I nævnte bys musikliv kom Hiller nu til at spille en meget betydelig rolle; han var genopretter (efter Syvårskrigen) og mangeårig leder af de såkaldte Grosse Conzerte, holdt disse med stor energi ved lige og fortsatte dem derefter under navn af Liebhaberconzerte eller Concerts spirituels (efter Parismønsteret). Disse koncerter blev oprindelsen til de senere så berømte Gewandhaus-koncerter.
Ved siden af al denne virksomhed optrådte Hiller som operakomponist og blev her ophavsmanden til det tyske Singspiel. Påvirket udvortes af forbillederne i den italienske opera-buffo og franske opéra-comique skabte han en ejendommelig national genre gennem de små sangspil, han skrev i forening med forfatteren Weisse, og som han udstyrede med nydelige naturlig melodiøse, følelsesfulde eller humoristiske viser, der hurtig fandt stor yndest og udbredelse og endog med held konkurrerede med den da alt beherskende italienske opera.
I Hillers naive og idylliske sangspil ligger spiren til mesterværker som Mozarts Entfuhrung aus dem Serail og Zauberflöte og til andre tyske sangspil lige op til vore dage. De mest kendte af Hillers arbejder for scenen er Der Teufel ist los (1766), Lisouart und Dariolette (1766), Lottchen am Hofe (1767), Die Liebe auf dem Lande, Der Krieg, Der Erntekranz, Die beiden Geizigen og frem for alle Die Jagd (1770), Hillers mest yndede og livskraftige sangspil.
En mængde viser fra disse sangspil blev meget populære, men foruden dem har Hiller skrevet både verdslige og gejstlige sange, der vandt stor udbredelse, således Lieder fur Kinder, Choralmelodien zu Gellerts Oden etc., hvorimod Hillers instrumentalmusik hurtig gik i glemme. Endelig har Hiller udfoldet en interessant skribentvirksomhed: Wochentliche Nachrichten und Anmerkungen die Musik betreffend (1766—70), Lebensbeschreibungen berühmter Musikgelehrten und Tonkünstler (1784), hvori Hillers selvbiografi, Über Metastasio (1786), endvidere Anweisungen til sang (1774 og 1780) og til violinspil (1792), samt genudgivet eller arrangeret klassiske kirkeværker.